# سوزوپولیس (پیسیدیه)
سوزوپولیس (یونانی باستان: Σωζόπολις της Πισιδίας) که در زمان سلوکی‌ها آپولونیا (Ἀπολλωνία) نامیده می‌شد، یک شهر در استان پیسیدیه سابق روم بود و نباید با سوزوپوليس تراکی در هامیمونتو در بلغارستان امروزی اشتباه گرفته شود.

## محل

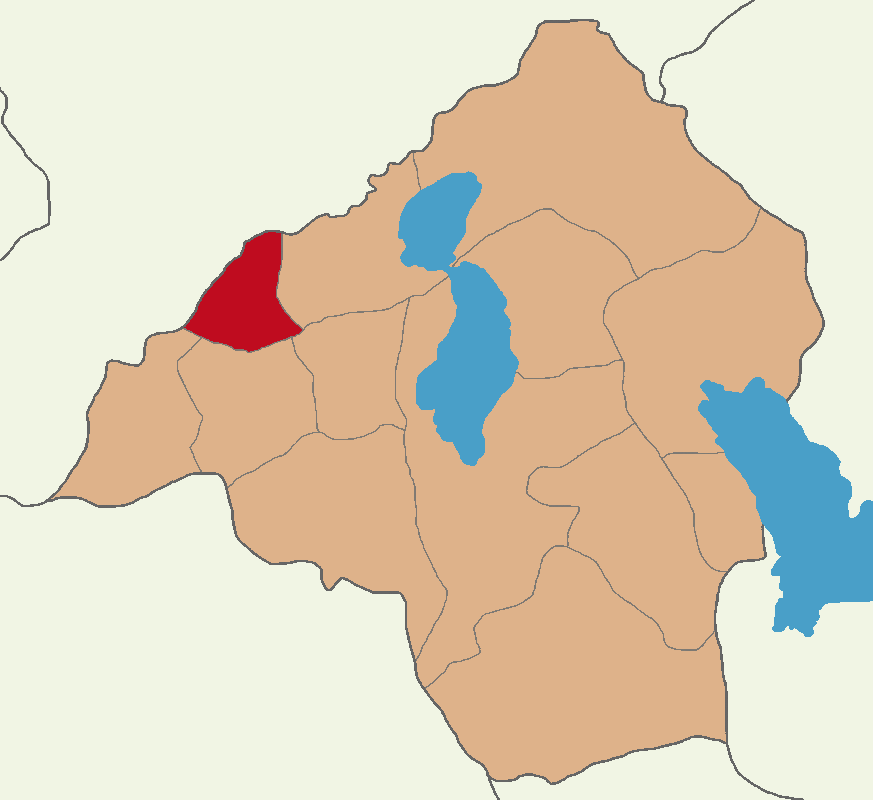
نقشه سوزوپولیس، پیسیدیه.

سوزوپولیس در پیسیدیه باید در منطقه مرزی آن استان واقع شده باشد، زیرا برخی از روایت‌های باستانی آن را در فریگیه می‌دانند.  سایت آن ممکن است با اولوبورلو امروزی در استان اسپارتا، ترکیه مطابقت داشته باشد.  منابع قدیمی تر آن را «سوزون، جنوب آگلاسون» می‌دانند.  محققان مدرن مکان آن را در نزدیکی اولوبورلو، استان ایسپارتا قرار داده‌اند.

## تاریخ
استفانوس بیزانتیوس می‌گوید که آپولونیا در پیسیدیه (سوزوپولیس) در اصل موردیائون یا مردیایون (Μορδιάιον) نامیده می‌شد و برای درختان به آن جشن می‌گرفتند.  سکه‌های آپولونیا اسکندر مقدونی را به عنوان بنیانگذار و همچنین نام نهری را که جاری می‌کرد، بواسطه آن، هیپوفاراها ذکر می‌کند.   دو کتیبه یونانی دوره روم که توسط فرانسیس آروندل کپی شده است، عنوان کامل شهر را در آن عصر، "Boule and Demus of Apolloniatae Lycii Thraces Coloni" می‌دهد، که به موجب آن او به این نتیجه رسید که شهر توسط لیکیه، یک مستعمره تراکیا تاسیس شده است. اما این نتیجه‌گیری عموماً پذیرفته نشده است. 